# Kernprocedure Amstelland
De Kernprocedure Amstelland is een toelatingsprocedure voor scholen in Amstelland.

## Algemeen
De overgang van leerlingen van het basisonderwijs naar het voortgezet onderwijs wordt hiermee geregeld vanuit de ontvangende scholen. Waarschijnlijk probeert men hierbij te voorkomen dat leerlingen en hun ouders zich bij meerdere scholen inschrijven en de scholen tegen elkaar uitspelen.

## Deelnemers
Alle basisscholen en voortgezet onderwijsscholen in de regio Amstelland en de Ronde Venen doen mee aan de procedure. In de praktijk zijn het de ontvangende scholen. Met name de scholen die meer aanmeldingen krijgen dan ze kunnen plaatsen zijn hierbij gebaat. maar ook de scholen die minder populair zijn en pas vlak voor de zomervakantie of zelfs in het begin van het schooljaar nog extra leerlingen krijgen zijn hierbij gebaat.

## Werkwijze
De leerlingen krijgen van de basisschool een schooladvies. Tevens hebben ze natuurlijk de uitslag van CITO toets. Van de basisschool krijgen de leerlingen een op naam gesteld aanmeldingsformulier voor een school voor het voortgezet onderwijs. Dit moet tijdens de eerste aanmeldingsperiode worden ingeleverd bij de school van hun eerste keuze. Soms samen met een formulier van de ontvangende school. Eventueel kan de school de leerling nog aanvullend laten testen. Dat is met name het geval voor het Tweetalig onderwijs.
Als een school meer plaatsen heeft dan aanmeldingen zal iedereen geplaatst worden die aan de overige criteria voldoen zoals de CITO-score. Als er meer aanmeldingen zijn wordt er soms geloot. Bij het Fons Vitae Lyceum werd in 2007 geloot onder de leerlingen met een havoadvies. Vervolgens gaan de scholen voor voortgezet onderwijs dan om de tafel zitten om de leerlingen die zij niet willen / kunnen plaatsen en dus moeten afwijzen, ergens anders geplaatst te krijgen. Er is namelijk een plaatsingsgarantie. Alle leerlingen worden ergens geplaatst maar dat hoeft niet op de school van hun (eerste) keuze te zijn.
Vervolgens is er dan een tweede aanmeldingsronde ergens medio april.

## Ontwijkingsmogelijkheden
Leerlingen en hun ouders kunnen de procedure ontwijken door hun kinderen ook bij scholen aan te melden, die niet aan de procedure meewerken, bijvoorbeeld scholen in Amsterdam, Haarlemmermeer, Haarlem of Alphen.

## Populaire scholen
Populaire scholen die meer inschrijvingen krijgen dan ze willen plaatsen zijn waarschijnlijk:
- Fons Vitae Lyceum
- Hermann Wesselink College
- Keizer Karel College

## Tweede keus
Scholen die voornamelijk leerlingen krijgen die elders zijn afgewezen zijn bijvoorbeeld:
- Hervormd Lyceum West
- Christelijke Scholengemeenschap Buitenveldert